# Eric Clapton
Eric Patrick Clapton (Surrey, 30 de março de 1945) é um guitarrista, cantor e compositor de rock e blues britânico. É considerado um dos guitarristas mais influentes e bem-sucedidos da história do rock. Clapton ficou em segundo lugar na lista de "100 maiores guitarristas de todos os tempos" da Rolling Stone e em quarto lugar no "Top 50 guitarristas de todos os tempos" da Gibson. Também foi nomeado o número cinco na lista da revista Time dos "10 melhores guitarristas elétricos" em 2009.
Depois de tocar em várias bandas locais diferentes, Clapton se juntou aos The Yardbirds em 1963, substituindo o guitarrista fundador Top Topham. Insatisfeito com a mudança do som dos Yardbirds de blues rock para um som pop rock mais amigável ao rádio, Clapton saiu em 1965 para tocar com John Mayall & the Bluesbreakers. Ao deixar Mayall em 1966, após um álbum, ele formou o power trio Cream, com o baterista Ginger Baker e o baixista Jack Bruce, no qual Clapton tocou improvisações de blues sustentadas e "pop psicodélico artístico baseado no blues". Depois que o Cream se separou em novembro de 1968, formou a banda Blind Faith com Baker, Steve Winwood e Ric Grech, gravando um álbum e se apresentando em uma turnê antes de se separarem. Clapton embarcou em uma carreira solo em 1970.
Ao lado de sua carreira solo, ele também se apresentou com Delaney & Bonnie e Derek and the Dominos, com quem gravou "Layla" (1971), uma de suas canções de assinatura. Continuou a gravar vários álbuns solo e canções de sucesso nas décadas seguintes, incluindo a canção "I Shot the Sheriff" (1974), cover de Bob Marley, o country infundido álbum Slowhand (1977) e August (1986). Após a morte de seu filho Conor em 1991, a dor de Clapton foi expressa na música "Tears in Heaven", que apareceu em seu álbum Unplugged (1992) e, em 1996, lançou o hit "Change the World". Em 1998, ele lançou o premiado Grammy "My Father's Eyes" (1998). Desde 1999, gravou uma série de álbuns tradicionais de blues e blues rock e apresentou o periódico Crossroads Guitar Festival. Seu álbum de estúdio mais recente é Meanwhile (2024).
Clapton recebeu 18 Prêmios Grammy, bem como o Brit Awards por excelente contribuição para a música. Em 2004, ele foi premiado com um CBE por serviços prestados à música. Recebeu quatro Prêmios Ivor Novello da Academia Britânica de Compositores, Compositores e Autores, incluindo o Lifetime Achievement Award. É o único indicado três vezes ao Rock and Roll Hall of Fame: uma vez como artista solo e separadamente como membro dos Yardbirds e do Cream. Em sua carreira solo, Clapton já vendeu mais de 280 milhões de discos em todo o mundo, tornando-o um dos músicos recordistas de todos os tempos. Em 1998, Clapton fundou o Crossroads Center em Antígua, um centro médico para aqueles que se recuperam do abuso de substâncias.

## Biografia
Clapton nasceu em Ripley, na Inglaterra. Foi criado pelos avós, Rose e Jack Clapp.
Em 1944, o sul da Inglaterra foi inundado pelas tropas americana e canadense. Assim, a exemplo de muitas cidades inglesas,  Ripley foi povoada. Patrícia, sua irmã mais velha, na verdade sua mãe, aos 15 anos conheceu o verdadeiro pai de Clapton, Eduardo Fryer, um aviador Canadense com quem teve um breve caso.  Em 1945, Clapton nasceu "em segredo" na casa onde foi criado pelos avós como filho, acreditando que eles eram seus pais, sem saber que a irmã mais velha era a sua mãe verdadeira até os nove anos de idade. Foi batizado como Eric, mas era tratado por Ric.
Essa revelação marcou a infância de Clapton. A família melindrava em torno dos fatos sobre a sua origem, em uma comunidade rural onde todos se conheciam e "(...) as escolhas definidas dentro da família sobre como lidar com as minhas circunstâncias, e eu não era colocado a par de nenhuma delas (...)" Essa descoberta tornou-o fechado em si mesmo, além de não ter permissão para falar sobre o assunto: "Eu observava o código de segredo que existia na casa". Depois disso, Eric teve dificuldades nos estudos e tornou-se um garoto calado, tímido, solitário e distante da família. Na escola, o assunto que mais o interessava era a arte, e era comum ser repreendido em aula por ter os livros repletos de desenhos.
Iniciou os primeiros estudos na Escola Primária da Igreja Anglicana de Ripley. Durante a catequese ouviu pela primeira vez os cânticos ingleses, entre eles Jesus Bids Us Shine, o seu favorito. Desde então, a música o distraía da realidade. Uma paixão que, no decorrer dos anos, passou a ser essencial em sua vida. O seu primeiro instrumento, a flauta doce, lhe proporcionou um prêmio ao tocar Greensleeves.
Apesar do ambiente confuso em casa, Eric Clapton se considerava um garoto de sorte sob o aspecto de que o ambiente rural na comunidade de Ripley proporcionava um mundo repleto de fantasias na companhia dos amigos e vizinhos, Guy, Stuart e Gordon.
Trabalhando como carteiro, aos treze anos de idade, ganhou seu primeiro violão da avó, Rose. Apesar da dificuldade inicial com o instrumento, influenciado por canções antigas de blues e com um pequeno gravador, Eric se esforçava para aprender até o ponto em que estivesse tocando igual aos artistas originais. Isso ajudou-o a desenvolver sua técnica e, em pouco tempo conseguiu dominar o instrumento.
Ao completar o ensino básico, em 1962, Clapton fez um ano introdutório na Kingston School of Art, mas não concluiu o curso. Em janeiro de 1963, indicado pela namorada do guitarrista Tom McGuinness, e sua colega no curso de artes, ingressou na banda The Roosters. Seus ensaios eram no andar de cima de um bar e a guitarra, o teclado e o vocal iam no mesmo amplificador, pois não tinham muitos recursos. Chegaram a fazer algumas apresentações, e Eric permaneceu na banda até agosto do mesmo ano.

## Carreira
Ainda em 63, passou a integrar a banda Yardbirds, que começava a fazer sucesso na Grã-Bretanha. O empresário da banda e grande entusiasta do blues chamava-se Giorgio Gomelsky. Giorgio tinha aberto um lugar chamado CrawDaddy Club, no velho Station Hotel, em Richmond. A banda que tocava no local nas noites de domingo era a recém-formada Rolling Stones. Lá Eric conheceu Mick, Keith e Brian em seu período de gestação, quando tocavam apenas R&B. Entrou na banda Yardbirds depois de ser alertado por seu então amigo Keith Richards, do Rolling Stones de que o guitarrista Topham estava prestes a desistir da banda. Com o passar do tempo, os Yardbirds foram alternando seu estilo para o ritmo Pop, o que desagradava a Eric. Sendo assim, fiel às suas raízes no blues, recusou-se a seguir a direção escolhida pelo grupo, e acabou saindo em março de 1965. Após a saída de Clapton a banda ainda teria mais 2 grandes guitarristas como integrantes, sendo o primeiro Jeff Beck, e depois Jimmy Page. Depois de um tempo em empregos temporários, Eric entrou para a John Mayall & the Bluesbreakers, estabelecendo seu nome como músico de blues e inspirando o fanatismo de jovens que pichavam Londres com a inscrição "Clapton is God" ("Clapton é Deus") por toda parte.
Ele largou os Bluesbreakers em 1966 e então formou o Cream (nome designado por Eric), um dos primeiros "power trios" do rock, com seus amigos Jack Bruce e Ginger Baker, este, a pedidos de Eric a Jack Bruce. Estes eram seus amigos de festas que aconteciam em suas casas, nas quais era comum que todos bebessem e fumassem quantidades maciças de droga, enquanto escutavam sons de blues. Clapton e esses amigos tornaram-se tão próximos que resolveram entre si formar um grupo e tocar juntos, já que tinham os gostos semelhantes entre si. Foi nessa época que Eric começou a se desenvolver como cantor, embora Bruce, um dos melhores vocalistas do rock, fizesse a maioria dos vocais.
No final de 1966 o status de Clapton como melhor guitarrista da Grã-Bretanha foi abalado com a chegada de Jimi Hendrix. Hendrix compareceu a uma das primeiras apresentações do Cream, no London Polytechnic em 1 de outubro de 1966,  e tocou uma jam com a banda durante "Killing Floor". O líder de Cream ficou chocado ao ver as extrovertidas e irreverentes brincadeiras que Jimi fazia durante a apresentação. Nunca havia visto algo parecido. Eric imediatamente percebeu que havia ganho um imbatível adversário, cujo carisma era igualado somente por sua incrível técnica na guitarra. Os primeiros shows de Hendrix no Reino Unido foram assistidos pela maioria dos astros da música britânica, incluindo Clapton, Pete Townshend e os Beatles. A chegada do americano teria um impacto profundo e imediato na próxima etapa da carreira de Clapton. O público só pensava no recém-chegado americano Hendrix.

### Fim do Cream
Embora o Cream seja apresentado como um dos melhores grupos de sua geração, a banda teve vida curta. As lendárias brigas internas - especialmente entre Bruce e Baker - aumentaram a tensão entre os três integrantes, levando ao fim do trio. Outro fator significante foi uma crítica pesada da revista Rolling Stone de um dos shows do Cream, o que afetou Clapton profundamente.
Goodbye, álbum de despedida da banda, apresentava faixas ao vivo gravadas no Royal Albert Hall, assim como a versão de estúdio de "Badge", composta por Eric e George Harrison.
A amizade próxima dos dois resultou na performance de Clapton em "While My Guitar Gently Weeps", lançada no White Album dos Beatles. Ao acompanhar de perto o sofrimento da esposa de Harrison, Pattie Boyd, que vivia abandonada em razão do interesse do marido pela cultura hindu, Eric acabou se apaixonando. E o sofrimento por amar a mulher de seu melhor amigo o inspiraria a  Bonnie and Friends. Ele tornou-se amigo íntimo de Delaney Bramlett, que o encorajou a voltar a compor e a  cantar.

### Solo
Usando a banda de apoio de Bramletts e um elenco estelar de músicos de estúdio, Clapton lançou seu primeiro disco solo em 1970, que trazia uma de suas melhores composições: "Let It Rain".
Apropriando-se da seção rítmica do Delaney & Bonnie – Bobby Whitlock (teclado, vocais), Carl Radle (baixo) e Jim Gordon (bateria) – ele formou uma nova banda com a intenção de contrastar com o culto de "estrelismo" que crescera a sua volta e mostrar Clapton como um integrante no mesmo patamar dos demais. Isto tornou-se ainda mais evidente com a escolha do nome – Derek and the Dominos – que veio de uma piada nos bastidores do primeiro show da banda.
Trabalhando no Criterion Studios em Miami com o produtor Tom Dowd, a banda gravou um brilhante álbum duplo, hoje em dia considerado como a obra-prima de Clapton: Layla and Other Assorted Love Songs. A maioria do material, incluindo a faixa título, foram inspirados pelo conto árabe Majnun e Layla e mostravam o grande amor não declarado de Clapton por Patti Harrison. "Layla" foi gravada em duas sessões distintas; a seção de abertura na guitarra foi gravada primeiro, e para a segunda seção, o baterista Jim Gordon compôs e tocou o elegante trecho ao piano.
Mas a tragédia marcou o grupo durante sua breve carreira. Durante as sessões, Clapton ficou devastado com a notícia da morte de Jimi Hendrix; a banda gravou uma versão tocante de "Little Wing" como um tributo a ele, adicionando-a ao álbum. Um ano depois, Duane Allman, guitarrista da banda The Allman Brothers morreu em um acidente de motocicleta. Contribuindo mais para o sofrimento de Clapton, o álbum Layla receberia somente algumas poucas críticas neutras quando de seu lançamento.

## Uso de drogas

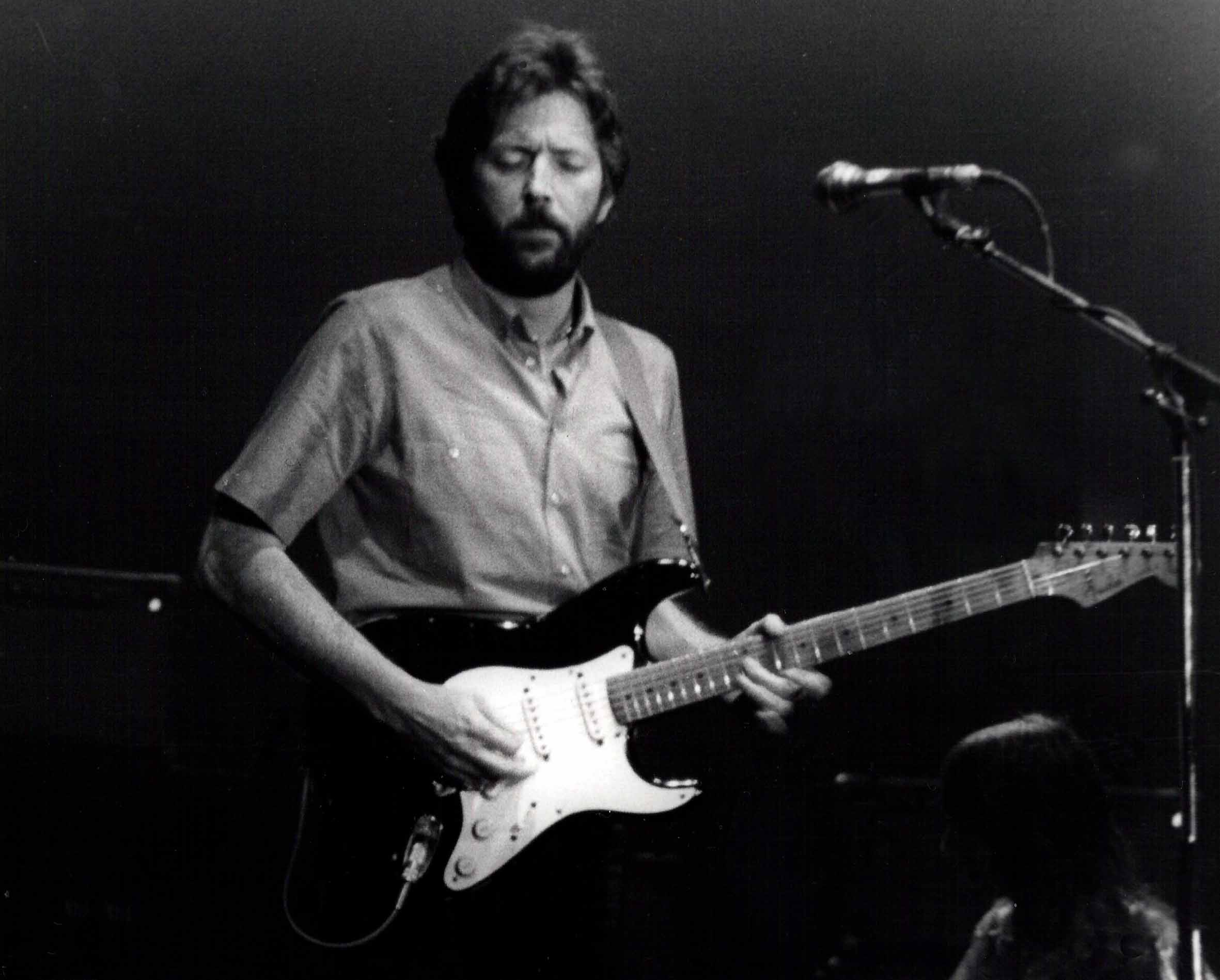
Clapton em 1984.

O esfacelado grupo resolveu iniciar uma turnê norte-americana. Apesar da admissão posterior de Clapton de que a turnê ocorreu em meio a uma verdadeira orgia de drogas e álcool, aquilo acabou resultando em um poderoso álbum ao vivo, In Concert. Mas o grupo se desintegraria pouco tempo depois em Londres, na véspera da gravação de seu segundo LP de estúdio. Embora Radle tenha continuado a trabalhar com Clapton por vários anos, a briga entre Eric e Bobby Whitlock foi aparentemente feia, e eles nunca mais voltariam a tocar juntos. Outra trágica nota de rodapé para a história do Dominos foi o destino de seu baterista Jim Gordon, que sofria de esquizofrenia não-diagnosticada – anos depois, durante um surto psicótico, ele mataria a própria mãe a marretadas, sendo confinado em um hospício, onde permaneceu até sua morte, em 2023. 
Apesar de seu sucesso, a vida pessoal de Clapton encontrava-se em estado deplorável. Além de sua paixão por Pattie Boyd-Harrison, ele parou de tocar e se apresentar e tornou-se viciado em heroína,  o que resultou em um hiato em sua carreira. A única interrupção notável desse hiato foi sua participação no Concerto para Bangladesh - organizado por George Harrison - e, depois, pelo "Rainbow Concert", organizado por Pete Townshend do The Who para ajudar Clapton a largar as drogas.
Clapton devolveu a gentileza ao interpretar o "Pregador" na versão cinematográfica de Tommy em 1975; sua aparição no filme (tocando "Eyesight To The Blind") é notável pelo fato de ele estar claramente usando uma barba falsa em algumas sequências – o resultado de ele impensadamente raspar sua barba entre as gravações.
Relativamente limpo novamente, Clapton começou a organizar uma nova e forte banda, que incluía Radle, o guitarrista George Terry, o baterista Jamie Oldaker e as backing vocals Yvonne Elliman e Marcy Levy. Eles viajaram em turnê ao redor do mundo, posteriormente lançando o soberbo E.C. Was Here (1975).
Clapton lançou 461 Ocean Boulevard em 1974, álbum mais enfatizado nas canções ao invés de sua técnica na guitarra. Sua versão de "I Shot The Sheriff" foi um grande sucesso, sendo importante ao apresentar o reggae e a música de Bob Marley para um público mais extenso. Ele também promoveu o trabalho do cantor-compositor-guitarrista J. J. Cale.
Eric continuou a gravar e a fazer turnês regulares, mas a maioria de seu trabalho desta época foi deliberadamente mais calmo, fracassando em obter a mesma repercussão do início de sua carreira.

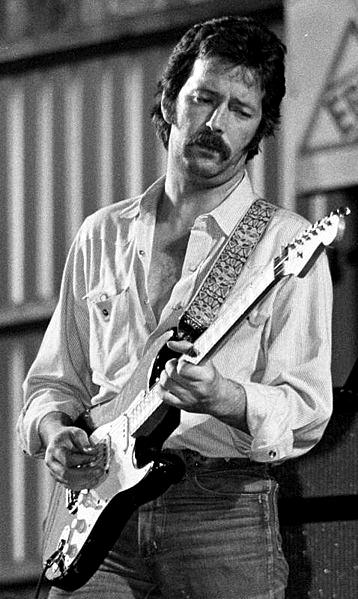
Clapton em 1977.

## Controvérsias
Em 1976, Clapton foi o centro de polêmicas devido a acusações de racismo, ao protestar contra a imigração crescente durante um show em Birmingham. Clapton disse que a Inglaterra estava "se tornando superpopulada" e implorou para que a plateia votasse em Enoch Powell para impedir que a Grã-Bretanha virasse uma "colônia negra". Seus comentários motivariam diretamente a criação do evento Rock Against Racism. Anos mais tarde, em sua autobiografia, Clapton afirma não se lembrar do episódio e afirma estar sob influência de drogas e bebida durante a declaração, e defende-se dizendo que não faria sentido que fosse racista, afinal, todos os seus grandes ídolos eram negros. Nesta mesma época, seu nome começou a aparecer em álbuns lançados no Japão como "Eric Crapton" ("Crap" significa "fezes", em inglês), embora isso seja provavelmente mais um caso de "engrish" do que de malevolência. Em 2018, o guitarrista, durante uma sessão de perguntas e respostas para promoção de seu documentário biográfico "Eric Clapton: Life In 12 Bars", afirmou que, após mais de 40 anos desde o ocorrido, ainda sente vergonha por seus comentários. "Sabotei tudo com o que me envolvi. Estava tão envergonhado de quem eu era, um tipo de 'semi-racista', o que não fazia sentido. Metade dos meus amigos eram negros, namorei uma mulher negra e defendi a música negra", afirmou Eric.
O final da década de 1970 viu um Clapton com dificuldades de se acertar com a música popular, causando uma recaída no alcoolismo que o levou a ser hospitalizado e depois internado para um período de convalescença em Antígua, onde ele mais tarde apoiaria a criação de um centro de reabilitação existente até hoje, chamado Crossroads Center, e, mais tarde, criou um evento chamado Crossroads Guitar Festival, que visava arrecadar dinheiro para contribuir com o tratamento dos dependentes de drogas. Em 1985 Clapton conheceu Yvone Khan Kelly, com quem ele começaria um relacionamento. Eles tiveram uma filha, Ruth, que nasceu no mesmo ano. Clapton se divorciaria de Yvone Khan Kelly em 1988.
No começo dos anos 1990, a tragédia voltaria a atormentar a vida de Clapton em duas ocasiões. No dia 27 de agosto de 1990 o guitarrista Stevie Ray Vaughan (que estava em turnê com Eric) e dois membros de sua equipe de apoio morreram em um acidente de helicóptero. No ano seguinte, em 20 de março de 1991, Conor, filho de quatro anos de Clapton com a modelo italiana Lori Del Santo, morreu depois de cair da janela aberta de um apartamento no 53º andar do edifício "Galleria Condominiums", na 117 East 57th Street, em Nova York.
Um instantâneo da dor de Clapton pôde ser visto com a canção "Tears In Heaven", e posteriormente nas canções "My Father's Eyes" (Pilgrim, 1998) e "Circus Left Town" (Pilgrim, 1998).

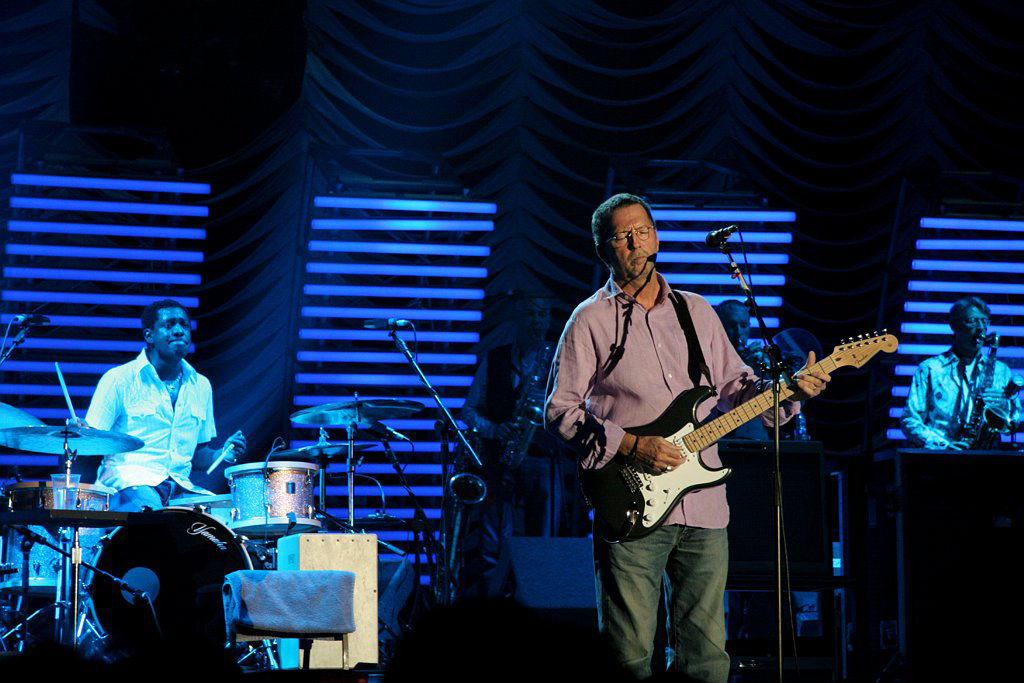
Clapton em 2006.

O músico é negacionista da pandemia do covid-19. Numa entrevista, Clapton afirmou acreditar que aqueles que se vacinaram contra a covid-19 foram alvo de hipnose, uma teoria de Mattias Desmet, professor de psicologia clínica da Universidade de Gent (Bélgica), denominada de “hipnose de massas”. A teoria ficou conhecida depois de ter sido falada no podcast do comediante e apresentador Joe Rogan e é negada por vários académicos, nomeadamente Stephen Reicher, que é professor de psicologia social da Universidade de St. Andrews.

## Slowhand ressurgindo
Assim como MTV Unplugged (vencedor do Grammy em 1993), seu álbum From The Cradle  traziam várias versões de antigos sucessos do blues, dando destaque a seu estilo econômico no violão. Em 1997, ele gravou um álbum de música eletrônica sob o pseudônimo de TDF, Retail Therapy, terminando o século XX com aclamadas parcerias com Carlos Santana e B. B. King.
Em 1999, Clapton, então com 54 anos, conheceu a artista gráfica Melia McEnery, 25, em Los Angeles enquanto trabalhava em um álbum com B. B. King. Eles se casaram em 2002 e tiveram três filhas, Julia Rose (2001), Ella May (2003) e Sophie, nascida em 2005.
Tão conhecido quanto Clapton é o seu costume de usar uma variedade de guitarras. No começo de sua carreira, ele usava uma Gibson Les Paul do final dos anos 1950, sendo parcialmente responsável pela reintrodução do estilo original da Les Paul pela Gibson.
Mais tarde, Clapton começou a usar Stratocasters da Fender. A mais famosa de todas as suas guitarras foi Blackie, montada com pedaços de várias Strats e que ele usou até os anos 1990. Depois, por medo de danificá-la, guardou em casa, e não a levou mais aos palcos. Por fim, Clapton se desfez da "Blackie" por US$ 959 500 no leilão organizado pela Christie's de Nova York, em benefício do centro de reabilitação Crossroads.
Em 1988, Clapton foi honrado pela fábrica de guitarras Fender com a introdução de uma Stratocaster feita sob medida para ele, juntamente com Yngwie Malmsteen. Aquelas foram as primeiras guitarras modeladas para artistas na famosa série "Signature" da Stratocaster, que desde então incluiu modelos para Jeff Beck, Buddy Guy e Stevie Ray Vaughan, entre outros.
Em 1999, Clapton levou a leilão parte de sua coleção de guitarras para levantar fundos para o Crossroads, centro de reabilitação para viciados que ele fundou na Antígua em 1997. O montante total conseguido no leilão pela Christie’s foi de US$ 7 438 624.
Em 3 de novembro de 2004, Clapton é condecorado com o título de Comandante da Ordem do Império Britânico (CBE).
Em outubro de 2007, seu livro autobiográfico ("Clapton: the autobiography"), foi publicado. Ele foi editado em 12 idiomas.

## Vida pessoal e saúde
Em uma entrevista à "Classic Rock Magazine" em 2016, Clapton revelou ter sido diagnosticado com neuropatia periférica.

## Discografia
Álbuns de estúdio
- Eric Clapton (1970)
- 461 Ocean Boulevard (1974)
- There's One in Every Crowd (1975)
- No Reason to Cry (1976)
- Slowhand (1977)
- Backless (1978)
- Another Ticket (1981)
- Money and Cigarettes (1983)
- Behind the Sun (1985)
- August (1986)
- Journeyman (1989)
- From the Cradle (1994)
- Pilgrim (1998)
- Reptile (2001)
- Me and Mr. Johnson (2004)
- Sessions for Robert J (2004)
- Back Home (2005)
- Clapton (2010)
- Old Sock (2013)
- I Still Do (2016)
- Happy Xmas (2018)
- Meanwhile (2024)